# Isole Louisiade
Le isole Louisiade sono un arcipelago della Melanesia, situate a sud-est della Nuova Guinea. L'arcipelago è bagnato a nord dal Mar delle Salomone e a sud dal Mar dei Coralli. Amministrativamente fa parte dello stato di Papua Nuova Guinea.
L'arcipelago comprende una decina di isole maggiori (Tagula o Vanatinai, Rossel o Yela, Misima, ecc.) e numerosi isolotti e scogli.
Furono così chiamate nel 1768 dall'esploratore francese Louis Antoine de Bougainville in onore di Luigi XV.